# Kreuz des Südens (Eiche)
Koordinaten: 52° 49′ 39″ N, 23° 54′ 31″ O

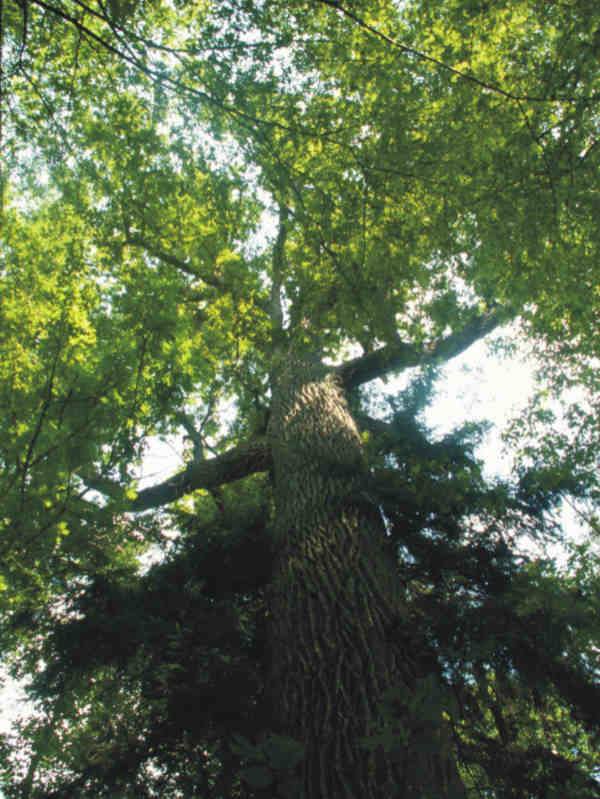
Krone des Kreuzes des Südens

Das Kreuz des Südens (polnisch Dąb Krzyż Południa, auch Dąb Strażnik Topiła) ist eine große Eiche im Białowieża-Urwald in Polen. Sie befindet sich im Sektor 106 im Norden des Schutzgebietes.
Der Stammumfang beträgt 630 cm in einer Höhe von 130 cm. Die Eiche erreicht eine Höhe von 36 m. Der Stamm weist an der Basis auf der Ostseite schon einen beträchtlichen Rindenverlust auf. Der Baum hat jedoch seit Mitte der 1960er Jahre um 65 cm an Umfang zugenommen. Der Name wurde von der Gestalt der Krone abgeleitet, deren Hauptäste an ein Kreuz erinnern (siehe die Aufnahme der Krone).